# Helen Güdel
Helen Güdel (* 31. August 1935 in Zürich) ist eine Schweizer Kunstmalerin, Kinderbuchautorin und Illustratorin.

## Leben
Helen Güdel wuchs in Zürich auf. Nach Abschluss der Handelsschule arbeitete sie in Paris und San Francisco als Sekretärin. 1962 heiratete sie und lebte wieder in Zürich. Sie ist Mutter von drei erwachsenen Söhnen, die in den 1970er Jahren ihre Bilder auf dem Flohmarkt in Zürich verkauft haben. Dort wurde sie von einer Galeristin entdeckt. 1975 hatte sie ihre erste Einzelausstellung in Bern. 1978 hat sie das Dorf Törbel auf 1500 m Höhe, mitten in den Walliser Bergen, für sich entdeckt. Dieses ist oft zentrales Thema in ihren Büchern. 1983 erschien ihr erster Bildband, Berner Bilderbuch. Ihr Verständnis und ihre Liebe zum Detail, zu den Tieren und der Umwelt hat ihre Malerei beeinflusst.
1987 liess sich Helen Güdel endgültig in Törbel nieder, ging eine Partnerschaft mit einem einheimischen Bauern ein und lernte so eine ihr neue, bäuerliche Seite kennen. Nach dem Tod ihres Lebenspartners 2010 wurde sein Wohnhaus zu einem Wohnmuseum und einer Galerie umgenutzt. Dort ist eine permanente Dauerausstellung von Güdels Schaffen zu sehen, und ein Raum bietet Platz für einen Gastkünstler für ein Jahr.
Einige ihrer Bilder sind im Musée d’Art Naïf in Paris ausgestellt. Ihre Bücher wurden unter anderem in den USA, Australien, Südkorea und den Arabischen Emiraten verlegt.

## Auszeichnungen
- 1993: Biennale Bratislava

## Werke
- Berner Bilderbuch. Edition Erpf, 1983, ISBN 978-3-256-00058-1.
- Lieber Alex. Bd. 1: Von Menschen und Tieren im Walliser Bergdorf Törbel. Atlantis Verlag, 1991, ISBN 978-3-7152-0233-4.
- Lieber Alex. Bd. 2: Briefe aus dem Walliser Bergdorf Törbel. Atlantis Verlag, 1993, ISBN 978-3-7152-0272-3.
- Lieber Alex. Bd. 3: Briefe aus dem Walliser Bergdorf Törbel. Zytglogge Verlag, 1995, ISBN 978-3-7296-0594-7.
- Vicky. Pro Juventute Verlag, 1997, ISBN 978-3-7152-0379-9.
- Célestine und Polykarp. Zytglogge Verlag, 2003, ISBN 978-3-7296-0653-1.
- Apollo, das Maultier. Eine Geschichte aus den Bergen. Atlantis Verlag, 2009, ISBN 978-3-7152-0576-2.